# カンノーロ

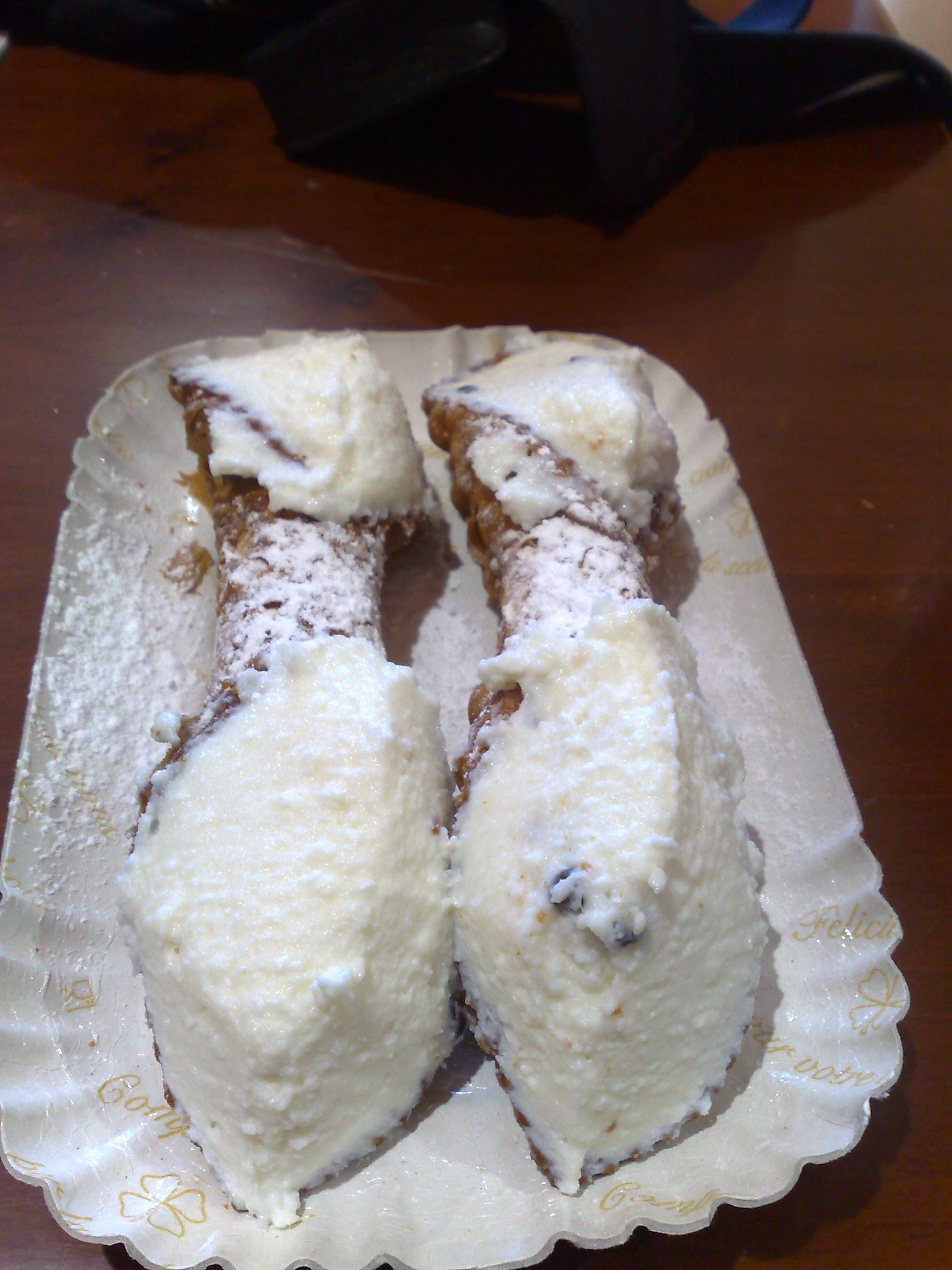
トラーパニのカンノーロ。

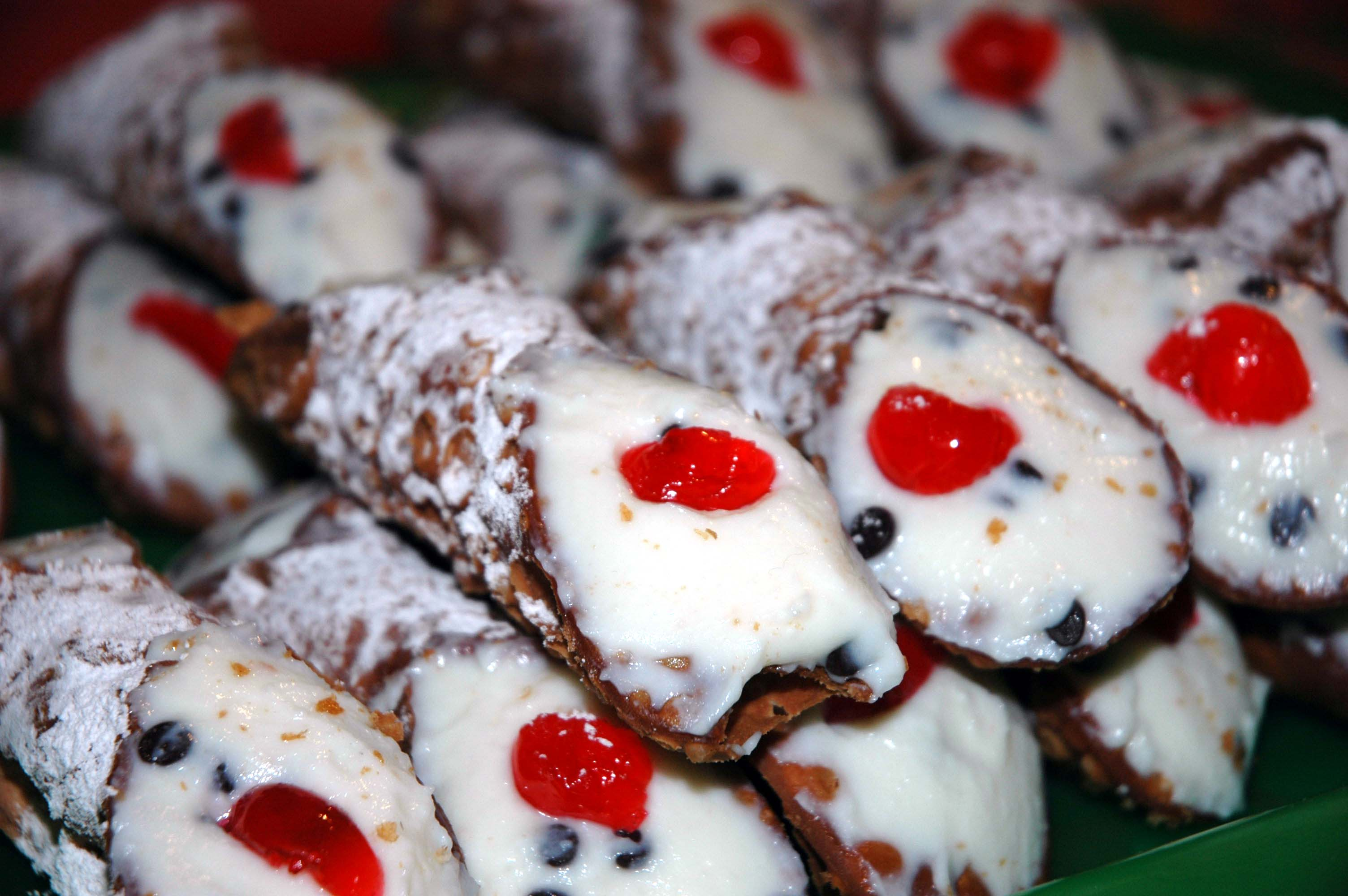
パレルモのカンノーロ。

カンノーロ（伊： cannolo （単数形）、カンノーリ cannoli (複数形）、シチリア方言：カンノール cannolu （単数形）、アルバニア語：カノヤット kanojët ）は、イタリアのペストリー菓子である。日本語では複数形に由来するカンノーリの名前で呼ばれることもある。カンノーロの発祥地はシチリア島であり、シチリアの菓子の中でももっとも有名なものの一つである。カンノーロは現在では一年中食べられるが、本来は謝肉祭を祝って作られる季節菓子である。イタリア系アメリカ人のデザートとしても大変人気が高い。

## 語源
カンノーロの意味は「小さな筒」で、ラテン語のカンナ (canna) を語源としている。直訳すると葦だが、竹やサトウキビの茎の意味もある。ちなみに、かつてカンノーロを円筒状に調理するためにサトウキビの茎が多く利用されていた。現代でも、家庭内でカンノーロを調理する際はサトウキビを利用する人もいるが、公共衛生観念からレストランや菓子店などの商業施設での使用は許可されていない。

## 概要

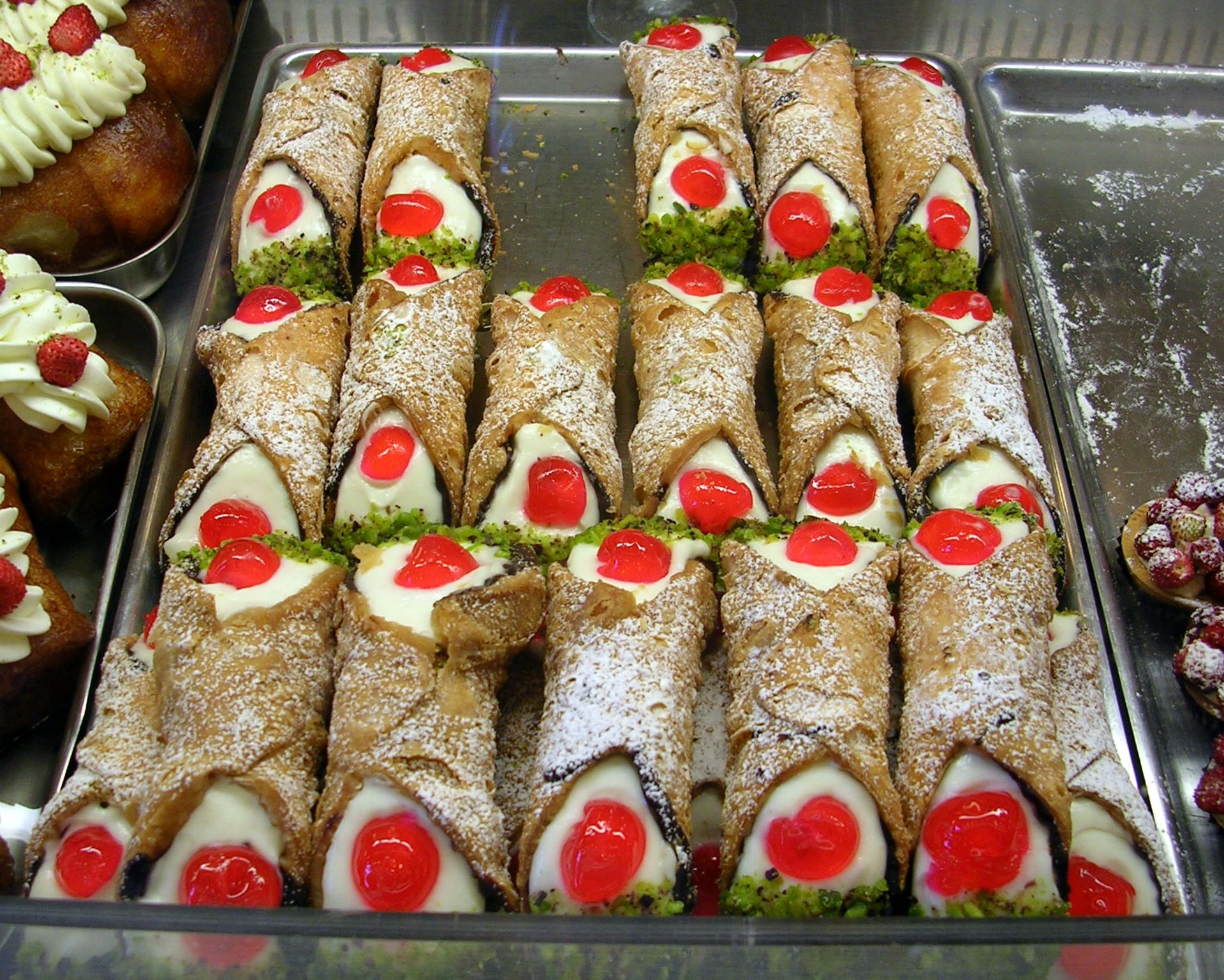
並べられたカンノーロ。左隣はナポリ名物のババ。

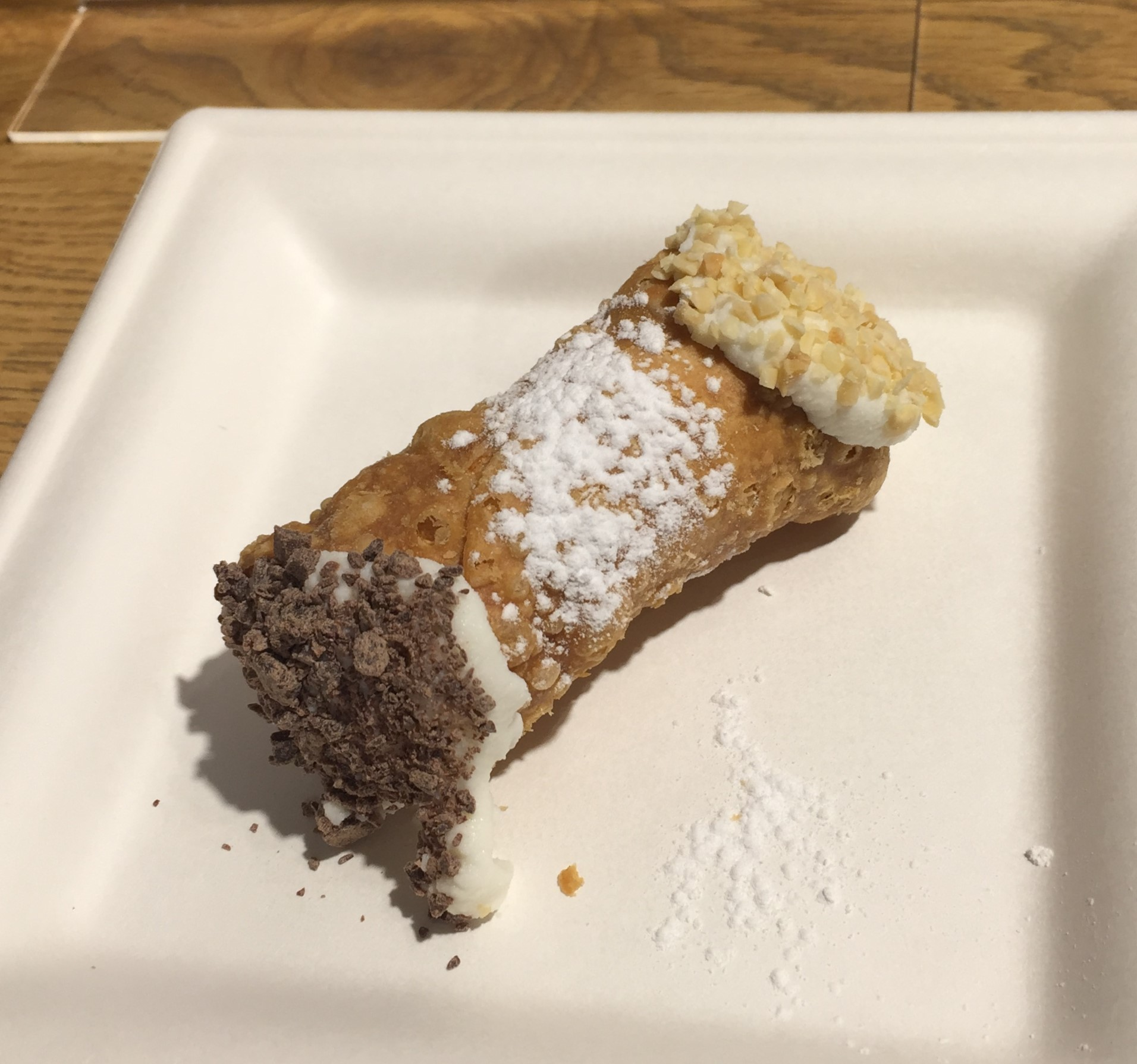
客の注文を受けてから皮にクリームをつめて作られたカンノーロ。トッピングはアーモンドとチョコ(東京)。

イタリアのカンノーロは小麦粉ベースの生地を薄くのばし、正方形に切ってから金属製の円筒に巻き付けて低温の植物油かラードで筒状に揚げた皮の中に、甘みをつけたリコッタ・チーズにバニラ、チョコレート、ピスタチオ、マルサラ酒（シチリア地方のワイン）、ローズウォーターやそのほかの風味のうちいくつかをまぜ合わせたクリームを詰めたものである。シチリア地方では羊乳製リコッタが使用されるが、そのほかの地方では牛乳製も使用される。カンノーロがもともと季節菓子だったのも、冬の間羊乳の脂肪分などが増え、コクと旨味が増すからである。菓子職人によっては小さく切った果物の砂糖漬け（シトロン、オレンジの皮やマラスキーノ・チェリー）やズッカータ（Zuccata、瓜の一種の砂糖漬け）を、クリームに混ぜたり両端に飾ったりする。シチリア地方以外では、リコッタではなくカスタードクリームを使用する菓子職人もいる。皮の生地には砂糖、塩、重曹、シナモン、卵黄、マルサラ酒、ラードが入り、ココアを混ぜてチョコレート味にすることもある。カンノーロの大きさはさまざまで、指よりも細い「カンヌーリッキ」 (cannulicchi) から、シチリア島パレルモの南にあるピアーナ・デッリ・アルバネージ特産の拳サイズのものまでが見受けられる。クリームを詰めると皮が水分を吸って湿ってしまうため、大きさに関係なく、食べる直前まで待ってから皮にクリームを詰めた方が、クリームの柔らかさと皮のパリパリ感の対比を最大限に楽しむことができる。注文を受けてからクリームを詰めたカンノーロを特に「カンノーロ・エスプレッソ」 (cannolo espresso) と呼ぶ。

### ギネス世界記録
比較的大きいカンノーロが好まれることで有名なピアーナ・デッリ・アルバネージでは、世界一長いカンノーロ製作への挑戦が続けられており、2003年には4メートル3センチ、2004年には4メートル84センチの最長カンノーロ記録がギネス世界記録として認定された。

### バリエーション
シチリアの謝肉祭には、つばのある鉄兜の形をした「テスタ・ディ・トゥルコ」（testa di turco, 「トルコ人の頭」）という菓子もカンノーロと同じ材料を使って作られる。これは本物の兜と同じ大きさに揚げた皮にリコッタ・チーズのクリームを詰めた巨大な菓子で、つばをパステルカラーのクリームを詰めた小さなカンノーロで飾ったり、細かなパステルカラーの砂糖菓子をまぶすこともある。

## 起源
ピスタチオやローズウォーターが入ることから、カンノーロの起源はアラブ人がシチリア島を支配していた時代かそれ以前まで遡ると考えられている。筒状の形はドルイド教の影響を思わせ、謝肉祭との関係から、豊穣のシンボルであるとも考えられる。ある伝説によれば、カンノーロはカルタニッセッタのハレムで生まれたという。

## アメリカのカンノーロ
アメリカ合衆国では、ニューヨークのリトル・イタリーやボストンのノースエンドなど古くからイタリア系移民が多く住んだ地域なら、イタリア菓子の専門店やイタリア料理店のデザートのメニューの中に必ずカンノーロを見つけることができる。
アメリカ合衆国では、リコッタの代わりに甘みをつけたマスカルポーネもしくは砂糖と牛乳とコーンスターチで作ったクリームを詰めることも多い。これは、20世紀初頭のシチリアからの移民がアメリカ合衆国で手に入りやすい材料でカンノーロを作ることを余儀なくされたためであると考えられる。クリームには果物の砂糖漬けよりもむしろ小粒のチョコレートを混ぜることが多く、皮をチョコレートでコーティングしてからクリームを詰めたカンノーロも作られている。

### 映画やテレビなどでの使用
- カンノーロは映画『ゴッドファーザー』の有名な台詞に登場する。コルレオーネ一族の忠臣ピーター・クレメンザ（リチャード・S・カステラーノ）は、一族の裏切者と見られるポーリーの殺害を命令され、実行に移すため朝、家を出ようとすると、妻からカノーリ（英語発音に関しては下記の備考欄参照）を買ってくることを頼まれる。場面変わって、寂れた川原でピーター・クレメンザとその仲間はポーリーを射殺し、その場を立ち去ろうとするが、ピーター・クレメンザは仲間にこう指示する。「銃は置いていけ。（一息して）カノーリは持ってきてくれ。 (Leave the gun. Take the cannoli.) 」
  - この台詞で、イタリア系アメリカ人社会以外では比較的知名度が低かったカンノーロの一般アメリカ社会での認識度が高まった。また、この台詞が印象深かったため、ゴッドファーザー PART IIIではカンノーロは再度登場し筋書きの中でさらに重要な役割を果たすことになるほか、その後の映画やテレビドラマでもカンノーロは小道具としてたびたび登場することになる。前述の妻から買ってくることを頼まれるシーンは監督の指示だが、この「銃は置いていけ。カノーリは持ってきてくれ。 (Leave the gun. Take the cannoli.) 」は演じたリチャード・カステラーノのアドリブである。
- ゴッドファーザー PART IIIで、タリア・シャイア演ずるコニーは、イーライ・ウォラック演ずるドン・アルトベッロをカンノーロを使って毒殺する。
- 米HBOのテレビドラマ『ザ・ソプラノズ 哀愁のマフィア』では主人公のジェームズ・ガンドルフィーニ演ずるトニー・ソプラノがカンノーロ好きとして描かれているほか、ストーリーの筋書きとしてカンノーロをデザートとして調理している場面が登場する。マイケル・インペリオリ演ずる短気なクリストファー・“クリス”・モルティサンティが、イタリア系食品店でその場でクリームを詰めてもらうカンノーロをオーダーするが、店主の作業の遅さに怒りを爆発させるシーンも。
- 米国有機栽培取引協会が有機栽培促進のため作成したショート・ビデオ『ストアー・ウォーズ』(Store Wars) は映画『スター・ウォーズ』 (Star Wars) のパロディで、オビ＝ワン・ケノービならぬ、オビ＝ワン・カノーリが主人公として登場する。
- 『機動戦士ガンダム 鉄血のオルフェンズ』にて、歳星に訪れた鉄華団一行にテイワズの代表マクマード・バリストンがカンノーロを振る舞う様部下に指示している。

## 備考
- カンノーロは、シチリア生まれの米国マフィア最高幹部、 ラッキー・ルチアーノの好物だったといわれている。ルチアーノは映画『ゴッドファーザー』のドン・ヴィトー・コルレオーネのモデルの一人。
- 米国では、単数形の cannolo ではなく、複数形の cannoli の名で知られている（英語の発音では二重子音を単子音と区別しないため、「カノーリ」と発音する）が、イタリア語文法を理解しているアメリカ人を除いて cannoli が複数形表現だという認識は低く、複数形を表す時は語尾に英語風に“-s”を付けて、cannolis （「カノーリズ」）という、和製英語ならぬ米製イタリア語が使われていることが多い。